# هینسدیل (حوزه سرشماری)، نیوهمپشایر
هینسدیل (به انگلیسی: Hinsdale) یک منطقهٔ مسکونی در ایالات متحده آمریکا است که در شهرستان چشایر، نیوهمپشایر واقع شده است. هینسدیل ۶٫۵ کیلومتر مربع مساحت و ۱٬۵۴۸ نفر جمعیت دارد و ۷۶٫۴ متر بالاتر از سطح دریا قرار دارد.